# 楊穎宇
楊穎宇（英語：Hans Yeung Wing-yu，1970年5月11日—），是香港一名歷史學家，祖籍是廣東省清遠市。 曾任大學講師、香港考試及評核局評核發展部經理，現已移居英國。

## 生平
楊穎宇早年就讀具左派背景的幼稚園及小學，1987年畢業於鄧肇堅維多利亞官立中學中五年級，繼而於1987年至1989年間轉到何東中學修讀中六至中七預科。他其後入讀香港大學歷史系，並在1999年於同系取得博士學位。曾任大學講師，其後加入香港考試及評核局擔任評核發展部經理。
由於被捲入2020年香港中學文憑考試歷史科爭議，於同年8月辭任考試局經理。2020年文憑試歷史科一條有關中日關係試題「日本於1900至1945年對中國帶來利多於弊，你是否同意此說？」引起爭議，考評局在教育局要求後，最終宣布取消此試題。
2021年8月，楊穎宇透露已出走英國，他認為在香港讀歷史科之出路可能只有到北京大學學马列主义。現定居於英格蘭納尼頓。

## 外部連結
- 眾新聞 - 眾說 - 楊穎宇 （页面存档备份，存于）
- 楊穎宇 | 追新聞 (thechasernews.co.uk) （页面存档备份，存于）
- 楊穎宇 (epochtimes.com) （页面存档备份，存于）